# Martin Shaw
Martin Shaw (Birmingham, Inglaterra; 21 de enero de 1945) es un actor británico, conocido por su trabajo en series como Los profesionales, The Chief, Judge John Deed e Inspector George Gently.

## Carrera
Empezó su carrera en la televisión, en los años 1960, en las series ITV Play of the Week, Sexton Blake y Public Eye. En la década siguiente trabajó en ITV Saturday Night Theatre, BBC Play of the Month y The New Avengers. En el cine protagonizó películas como El viaje fantástico de Simbad (The Golden Voyage of Sinbad, 1973), Operation: Daybreak (1975) y The Most Dangerous Man in the World (1988).
Entre 1977 y 1983 protagonizó la serie Los profesionales junto a Lewis Collins y Gordon Jackson, donde interpretaba a Doyle, un agente de inteligencia británico. Se filmaron 57 capítulos de la serie, y se convirtió en una serie de culto alrededor del mundo.
En 1983 trabajó en las película para televisión The Hound of the Baskervilles. En los años 1990 fue el protagonista de The Chief, una serie de televisión inglesa. Sus últimos trabajos son Judge John Deed (2002-2007), donde interpreta a un Juez; Inspector George Gently (2007); y en el 2010 como invitado en la serie inglesa Agatha Christie's Poirot.

## Filmografía completa
| Año         | Película / Serie                              | Papel                                                                    | Tipo                    |
| ----------- | --------------------------------------------- | ------------------------------------------------------------------------ | ----------------------- |
| 2007 - 2014 | Inspector George Gently                       | George Gently                                                            | Serie Televisión        |
| 2012        | Playhouse Presents                            | Piers Hunt                                                               | Serie Televisión        |
| 2011        | Mystery!                                      | Sir Charles Cartwright                                                   | Serie Televisión        |
| 2010        | Poirot                                        | Sir Charles Cartwright                                                   | Serie Televisión        |
| 2007        | Cranford                                      | Peter Jenkyns                                                            | Serie Televisión        |
| 2001 - 2007 | Judge John Deed                               | Judge John Deed                                                          | Serie Televisión        |
| 2004        | The Murder Room                               | Adam Dalgliesh                                                           | Serie Televisión        |
| 2003        | Death in Holy Orders                          | Commander Adam Dalgliesh                                                 | Serie Televisión        |
| 1991 - 2002 | Always and Everyone                           | Robert Kingsford                                                         | Serie Televisión        |
| 1999        | The Scarlet Pimpernel and the Kidnapped King  | Chauvelin                                                                | Serie Televisión        |
| 1993 - 1995 | The Chief                                     | Chief Constable Alan Cade / Deputy Chief Comm. Alan Cade / DAC Alan Cade | Serie Televisión        |
| 1992        | Screen One                                    | Chief Supt. Mike Barclay                                                 | Serie Televisión        |
| 1986        | Robin of Sherwood                             | A Professional Beggar                                                    | Serie Televisión        |
| 1977 - 1988 | Los Profesionales                             | Doyle                                                                    | Serie Televisión        |
| 1977        | Los Nuevos Vengadores                         | Larry                                                                    | Serie Televisión        |
| 1977        | BBC2 Play of the Week                         | Michael J. Arlen                                                         | Serie Televisión        |
| 1977        | The Duchess of Duke Street                    | Arthur                                                                   | Serie Televisión        |
| 1977        | Z Cars                                        | Graham Moffat                                                            | Serie Televisión        |
| 1977        | Jubilee                                       | Paul                                                                     | Serie Televisión        |
| 1976        | Beasts                                        | Dave                                                                     | Serie Televisión        |
| 1976        | Sutherland's Law                              | Alan Forsyth                                                             | Serie Televisión        |
| 1974 - 1975 | BBC Play of the Month                         | King Ferdinand of Navarre / Orestes, Electra's brother                   | Serie Televisión        |
| 1975        | Siete hombres al amanecer                     | Karel Curda                                                              | Serie Televisión        |
| 1975        | Barlow at Large                               | Stefan Borowski                                                          | Serie Televisión        |
| 1974        | Aquarius                                      | Stage actor                                                              | Serie Televisión        |
| 1973        | El viaje fantástico de Simbad                 | Rachid                                                                   | Serie Televisión        |
| 1973        | A Woman of Today                              | Frank Tully                                                              | Serie Televisión        |
| 1972        | Villains                                      | Monty Parkin                                                             | Serie Televisión        |
| 1971        | Play for Today                                | Brian                                                                    | Serie Televisión        |
| 1971        | Macbeth                                       | Banquo                                                                   | Serie Televisión        |
| 1971        | Doctor at Large                               | Dr. Huw Evans                                                            | Serie Televisión        |
| 1969 – 1970 | ITV Saturday Night Theatre                    | Horatio 1970 / Norm 1969                                                 | Serie Televisión        |
| 1970        | The Mating Machine                            | Frank                                                                    | Serie Televisión        |
| 1969        | Strange Report                                | Savi                                                                     | Serie Televisión        |
| 1969        | Un médico en casa                             | Huw Evans                                                                | Serie Televisión        |
| 1969        | Fraud Squad                                   | Marchmont                                                                | Serie Televisión        |
| 1967 – 1968 | City 68                                       | Andy Blake / George Lease                                                | Serie Televisión        |
| 1968        | For Amusement Only                            | Third member                                                             | Serie Televisión        |
| 1968        | Sanctuary                                     | Gerry Reason                                                             | Serie Televisión        |
| 1968        | Detective Público                             | Ron Baker                                                                | Serie Televisión        |
| 1967 – 1968 | Coronation Street                             | Robert Croft                                                             | Serie Televisión        |
| 1967        | Sexton Blake                                  | Piet Reinders                                                            | Serie Televisión        |
| 1967        | ITV Play of the Week                          | Arnold Champion / O'Leary                                                | Serie Televisión        |
| 1984        | The Explorers                                 | Burke                                                                    | Documentales Televisión |
| 2008        | Apparitions                                   | Father Jacob                                                             | Documentales Televisión |
| 1996        | Rhodes                                        | Cecil John Rhodes                                                        | Documentales Televisión |
| 1985        | The Last Place on Earth                       | Captain R. F. Scott                                                      | Documentales Televisión |
| 2005        | The Iceman Murder                             | Narrator (voice)                                                         | Películas Televisión    |
| 1991        | For the Greater Good                          | Peter Balliol, MP                                                        | Películas Televisión    |
| 1990        | The Investigation: Inside a Terrorist Bombing | Ian McBride                                                              | Películas Televisión    |
| 1990        | Ladder of Swords                              | Don DeMarco (aka Eugene Sullivan)                                        | Películas Televisión    |
| 1989        | Cassidy                                       | James Griffin                                                            | Películas Televisión    |
| 1988        | The Most Dangerous Man in the World           | Suleyman                                                                 | Películas Televisión    |
| 1988        | Intriga                                       | Roskov                                                                   | Películas Televisión    |
| 1984        | Facelift                                      | Zax                                                                      | Películas Televisión    |
| 1983        | El Perro de Baskerville                       | Sir Henry Baskerville                                                    | Películas Televisión    |
| 1982        | East Lynne                                    | Archibald Carlyle                                                        | Películas Televisión    |
| 1980        | Cream in My Coffee                            | Jack Butcher                                                             | Películas Televisión    |
| 1973        | Achilles Heel                                 | Dave Irwin                                                               | Películas Televisión    |